# 溫度計

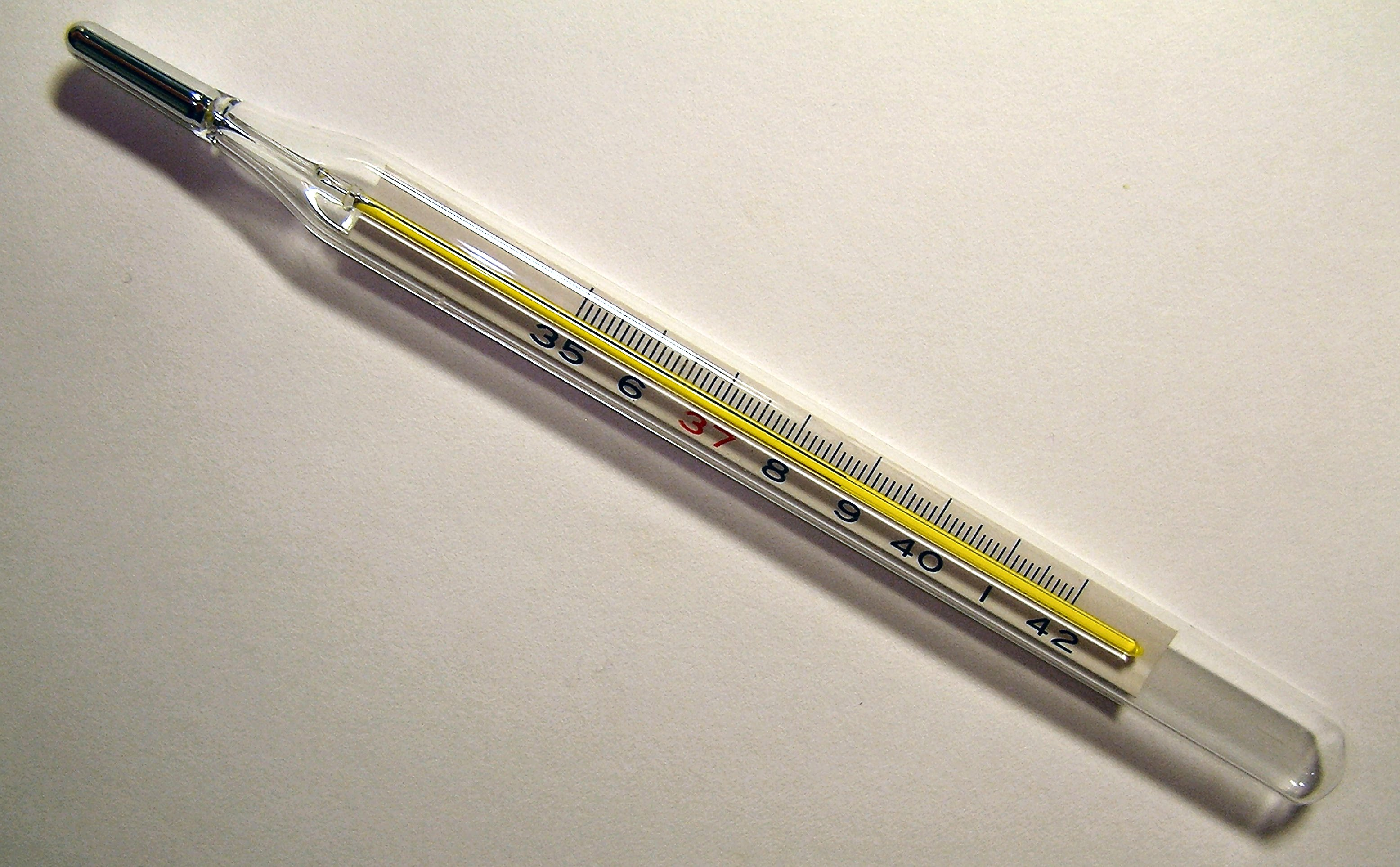
醫療溫度計

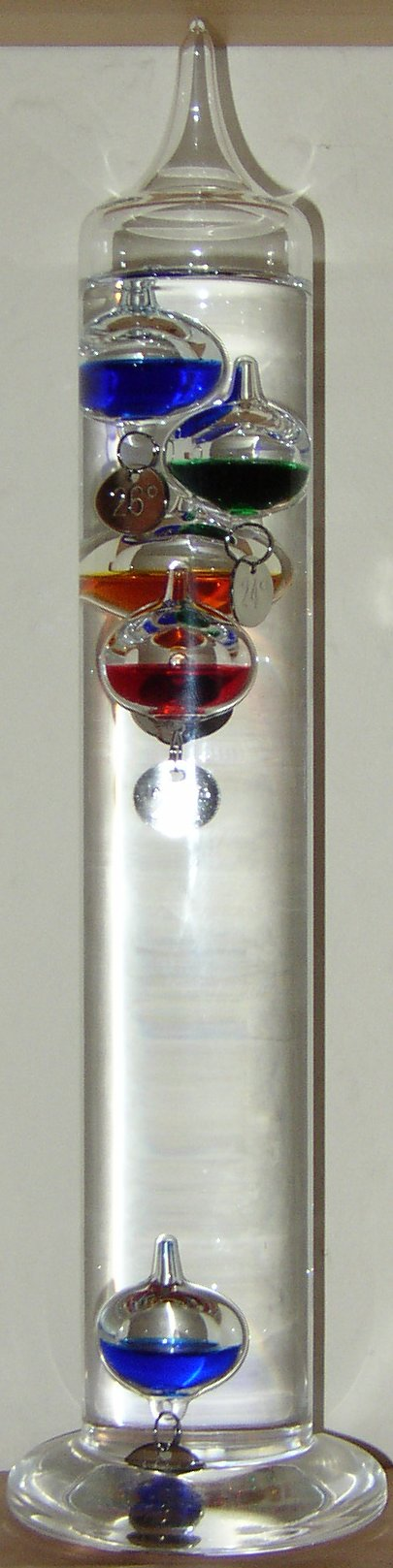
伽利略溫度計

雙金屬棒狀溫度計

溫度計是一種運用不同原理來測量物體溫度或溫度梯度（Temperature Gradient）的儀器。溫度計有各式各樣的類型。

## 溫度計的類型
溫度計運利用一系列的物理反應去測量溫度的。而多數的溫度計最初是被校準到恆定容量的氣體溫度計。
- 水銀溫度計（Mercury-in-glass thermometer）
- 酒精溫度計（Alcohol-in-glass thermometer）
- 雙金屬棒狀溫度計 （页面存档备份，存于）（Bi-metal mechanical thermometer）
- 電阻溫度計（Electrical resistance thermometer）
- 伽利略溫度計（Galileo thermometer）
- 紅外線溫度計（Infra-red thermometer）
- 液晶體溫度計（英语：Liquid crystal thermometer）（Liquid Crystal Thermometer）
- 最高最低溫度計（Maximu Minimum thermometer）
- 顛倒溫度計/倒置式溫度計（Reversing thermometer）
- 硅帶溫度傳感器（Silicon bandgap temperature sensor）
- 息克斯溫度計/悉氏溫度計（Six's thermometer）
- 熱敏電阻溫度計（Thermistor Thermometer）
- 熱電偶溫度計 （页面存档备份，存于）（Thermocouple Thermometer）
- 旋轉式溫度計（Rotary Thermometer）
- 定容器體溫度計隔測溫度計

## 溫度計的專業用途
- 實驗室溫度計（Laboratory thermometer）
- 糖果溫度計（Candy thermometer）
- 肉類溫度計（Meat thermometer）
- 醫療溫度計（Medical thermometer）
- 室內溫度計（又称寒暑表）（Room thermometer）